# Печатная слобода
Печа́тная слобода́ — историческое поселение казённых печатных мастеров в Москве, в северной части Земляного города у Сретенских ворот. О существовании слободы напоминает Печатников переулок.
Печатный двор — первая московская типография в Китай-городе, организованная приблизительно в середине XVI века. Сложная работа требовала множества мастеров, которые приезжали в Москву для обучения печатному делу. Первоначально они жили на Никольской улице, близ Печатного двора, или в Кремле. Слобода образовалась в конце XVI века, когда печатники начали селиться на Сретенке, где в этот момент жили ремесленники и торговцы самых разных профессий. Работники Печатного двора строили дома вдоль ручья между Сретенкой и Трубной улицей и занимали также территорию Рождественского бульвара. В переписи 1631 года зарегистрировано 49 дворов печатников, а в 1638-м — уже 27. Среди жителей слободы упоминаются наборщики, тередорщики, батырщики, переплётчики, столяра и сторожа.
Также близ дворов Печатной слободы в первой половине XVII века селились иноземцы. Они как неправославные обладали в городе определёнными привилегиями: не платили торговые пошлины и могли употреблять спиртные напитки в любое время (в отличие от русских, которым пить вино и мёд разрешалось лишь несколько дней в году). Особое положение иностранцев вызывало зависть и недовольство местного населения, из-за этого началась государственная политика вытеснения иноземных дворов. По царскому указу 4 (14) октября 1652 года все иностранцы, не принявшие православия, должны были поселиться в одном месте на правом берегу Яузы, за границами города — в новой Немецкой слободе.
Приходским храмом печатников была деревянная церковь Успения Богородицы в Печатниках в стиле московского барокко, её первое документальное упоминание датируется 1625 годом (по другим сведениям — 1630-м). В 1695-м церковь перестроили в камне. В 1930-е годы закрыли, богослужения возобновились в 1994-м.
3 августа 2018 года Департамент культурного наследия города Москвы утвердил границы печатной слободы как объекта археологического наследия города.